# Friedhof der Holländisch-Deutschen Kongregation
Der Friedhof der Holländisch-Deutschen Kongregation ist eine Begräbnisstätte in Livorno, Via Mastacchi.
Der Friedhof ist der Ort für die Bestattung der verstorbenen Mitglieder der protestantischen Gemeinde in Livorno, die seit dem 17. Jahrhundert in Livorno vertreten ist. Heute befindet er sich im Verfall.

## Geschichte
Um das Jahr 1600 waren die Mitglieder der Holländisch-Deutschen Nation vorwiegend katholisch und hatten einen eigenen Altar und Begräbnisstätten in der Chiesa della Madonna. In der Folge nahm der reformierte Anteil so zu, dass der Bau einer Kirche und eines eigenen Friedhofes erforderlich wurden. Schon zu Beginn des 17. Jahrhunderts wurden die verstorbenen Protestanten in einem Garten begraben, der von Lambert Constant aus Lüttich, einem Mitglied der Kongregation, im Gebiet vor dem Tor nach Pisa (jenseits der heutigen Piazza della Repubblica) zur Verfügung gestellt wurde.
Ein eigentlicher Friedhof wurde erst ab 1683 geschaffen, als ein Grundstück an der Straße nach Pisa (der heutigen Via Garibaldi) in Gemeinschaft von den Holländern und den Hamburgern gekauft wurde. Es wurde Garten der Holländer wegen der zahlreichen seltenen Pflanzen darin genannt, die ihn ähnlich einem botanischen Garten erscheinen ließ. Die Schönheit des Ortes, wie ein Garten gepflegt, beeindruckte den Deutschen Georg Christoph Martini während seines Aufenthaltes in Livorno so sehr, dass er dort bestattet sein wollte (1745).
Im 19. Jahrhundert wurde der Friedhof wegen der starken Ausdehnung der Stadt geschlossen. Die Kongregation wählte in Abstimmung mit der griechisch-orthodoxen Gemeinde ein neues, weiter von der Stadt entferntes Grundstück an der heutigen Via Mastacchi für die Bestattung der verstorbenen Mitglieder. Protestanten und Orthodoxe beauftragten Olinto Paradossi einen gemeinsamen Plan für die Errichtung der eigenen Friedhöfe zu entwerfen.

## Beschreibung
Der 1840 erbaute protestantische Friedhof in der Via Mastacchi fügt sich in ein rechteckiges Grundstück ein und grenzt im Osten an den griechisch-orthodoxen Friedhof. Er wird von einer hohen Mauer umgeben und ist durch ein schmiedeeisernes Tor zugänglich. Im Inneren steht ein zentrales Beinhaus, das erst 1931 errichtet wurde.
Die Gräber sind im Allgemeinen sehr schlicht gehalten und in gleicher Art, wie in einer Satzung der Kongregation festgelegt. Weniger streng erscheinen die hierher um 1930 verbrachten Grabmale aus dem älteren Garten der Holländer. Letztere wurden als Bodenbelag der Fußwege benutzt, daraus erklären sich einige Inschriften aus der Zeit vor der Eröffnung im 19. Jahrhundert.
Im Friedhof findet man die Gräber bekannter Familien aus Livorno, wie die „Mayer“ und die „Kotzian“. Besonders ist das Grabmal der Familie Stub-Chun zu erwähnen, es zeigt zwei allegorische Figuren und wird von einem dreieckigen Giebelfeld überdacht.